# День Ісламської Республіки Іран

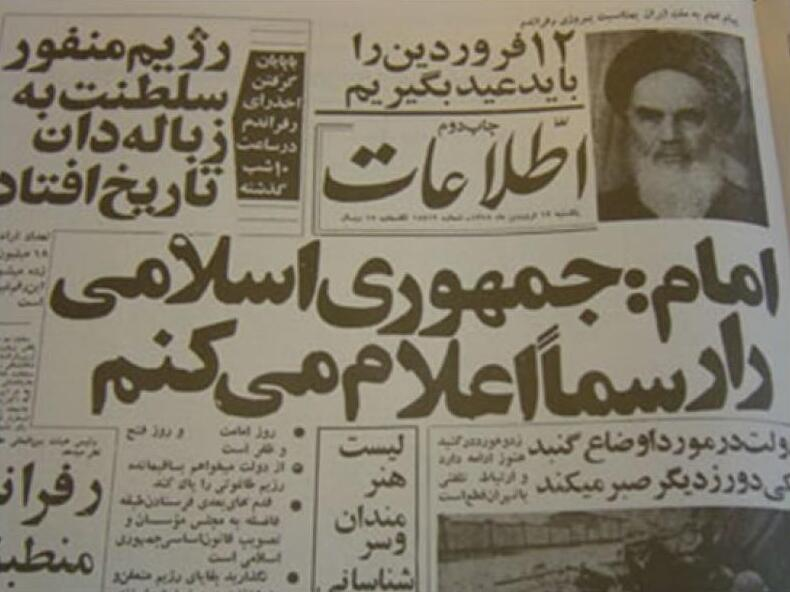
Перша сторінка газети новин Ettela'at 1 квітня 1979 року

День Ісламської Республіки Іран (перс. روز جمهوری اسلامی) — національне та державне свято в Ірані. Відзначається 12 фарвардина за іранським сонячним календарем як річниця створення 1979 року Ісламської Республіки. Через два місяці після перемоги Ісламської революції 1979 року новий уряд провів референдум 10 та 11 фарвадина (30 та 31 березня), запропонувавши перетворити державу династії Пахлаві на Ісламську Республіку. 12 фарвадина були оголошені результати референдуму, на якому 98,2 відсотка іранців проголосували за Ісламську Республіку.
12 фарвардина також відзначається день мучеництва Імама Алі аль-Хаді.
День зазвичай припадає на 1 квітня, однак, дата може змінитися, якщо весняне рівнодення не припаде на 21 березня. У 2016 році свято відзначалось 31 березня але у 2017 та 2019 роках дата повернулася до 1 квітня.